# Losino-Petrovski
Losino-Petrovski (ru. Лоси́но-Петро́вский) este un oraș din Regiunea Moscova, Federația Rusă, localizat la est de Moscova, la confluența râurilor Voria și Kliazma. Are o populație de 22.324 locuitori.